# José Quitongo
José Manuel Quitongo (Luanda, 18 novembre 1974) è un allenatore di calcio ed ex calciatore angolano, di ruolo attaccante.

## Caratteristiche tecniche
Era un'ala.

## Carriera

### Giocatore
Dopo aver giocato nelle giovanili del Benfica, club della prima divisione portoghese, dal 1992 al 1994 viene aggregato alla prima squadra dei lusitani ma senza di fatto mai esordirvi in partite ufficiali; trascorre inoltre parte della stagione 1993-1994 in prestito all'Estoril Praia, club con il quale di fatto all'età di 19 anni esordisce tra i professionisti, giocando 2 partite nella prima divisione portoghese. Nella stagione 1994-1995 gioca in Irlanda al Waterford United, club della seconda divisione locale, per poi giocare anche 20 partite (con una rete segnata) nella seconda divisione svedese al Köping. Nelle prime settimane della stagione 1995-1996 è invece parte della rosa degli inglesi del Darlington, con i quali gioca una partita nella quarta divisione inglese per poi lasciare il club ed andare a giocare in Scozia all'Hamilton Academical, club della seconda divisione locale, con il quale in poco meno di due anni solari (dal 17 novembre 1995 al 29 ottobre 1997) mette a segno 9 reti in 62 partite nella seconda divisione scozzese.
Il 29 ottobre 1997 passa agli Hearts, club della prima divisione scozzese, con i quali vince la Coppa di Scozia e segna 3 reti in 17 presenze in campionato. Nella stagione 1997-1998 gioca invece 2 partite in Coppa delle Coppe e 12 partite in campionato, alle quali aggiunge un'ulteriore presenza nella prima divisione scozzese nella prima parte della stagione 1999-2000, che conclude poi segnando una rete in 15 presenze in seconda divisione nuovamente con la maglia dell'Hamilton Academical. Torna a giocare in prima divisione nella stagione 2000-2001, nella quale realizza 2 reti in 22 presenze con la maglia del St. Mirren, club con il quale gioca poi da titolare in seconda divisione nella stagione 2001-2002, nella quale mette a segno 5 reti in 35 presenze, per un totale di 57 presenze e 7 reti in partite di campionato con il club bianconero nel biennio 2000-2002. Nella stagione 2002-2003 gioca poi 8 partite nella prima divisione scozzese con il Kilmarnock, per poi trasferirsi a stagione in corso al Dibba Al Hisn, nella seconda divisione degli Emirati Arabi Uniti. Torna quindi per una terza volta all'Hamilton Academical, con cui conquista una promozione dalla terza alla seconda divisione scozzese, alla quale contribuisce con 5 reti in 18 presenze. Nel 2004 gioca poi nella prima divisione irlandese con il Waterford United, con cui mette a segno una rete in 17 presenze in questo campionato.
Dopo aver trascorso la stagione 2005-2006 giocando stabilmente da titolare (35 presenze e 5 reti) nella quarta divisione scozzese all'Alloa Athletic, tra il 2006 ed il 2017, anno in cui all'età di 43 anni si ritira definitivamente, gioca in modo discontinuo con vari club, principalmente nella quarta divisione scozzese o in serie minori scozzesi a livello dilettantistico (negli anni finali della carriera); fanno eccezione una parentesi in Italia, alla Pro Lissone, in Eccellenza, una militanza di pochi mesi al Partick Thistle, con cui nei mesi conclusivi della stagione 2005-2006 gioca una partita nella terza divisione scozzese (categoria nella quale peraltro in questa stessa stagione il suo club conquista una promozione in seconda divisione vincendo i play-off) e 2 presenze nella seconda divisione scozzese con il Livingston sempre nel 2006.

### Allenatore
La sua unica esperienza come allenatore è stata quella sulla panchina dei dilettanti scozzesi del Muirkirk nella stagione 2013-2014.

## Palmarès

### Giocatore

#### Competizioni nazionali
- Coppa di Scozia: 1

Hearts: 1997-1998